# Kranenburg (Noordrijn-Westfalen)

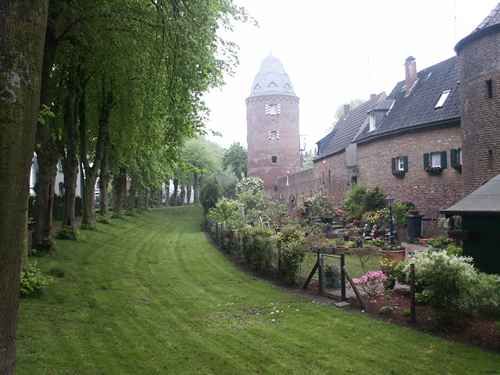
Kranenburg: stadswal met Mühlenturm in 2002

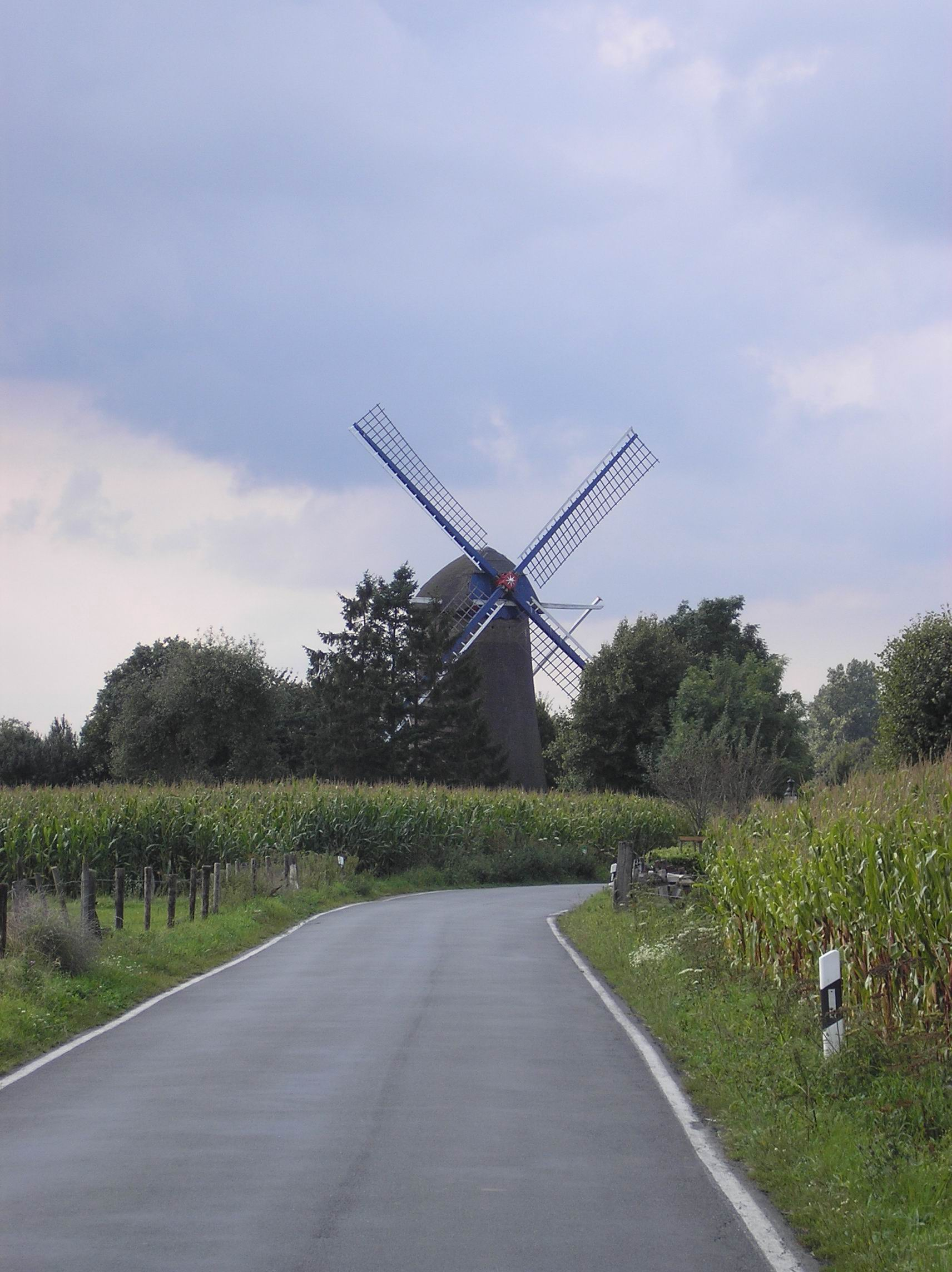
De molen in Mehr

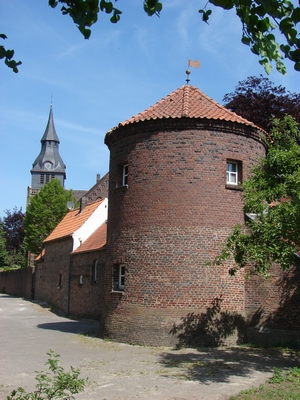
Waltoren in Kranenburg.

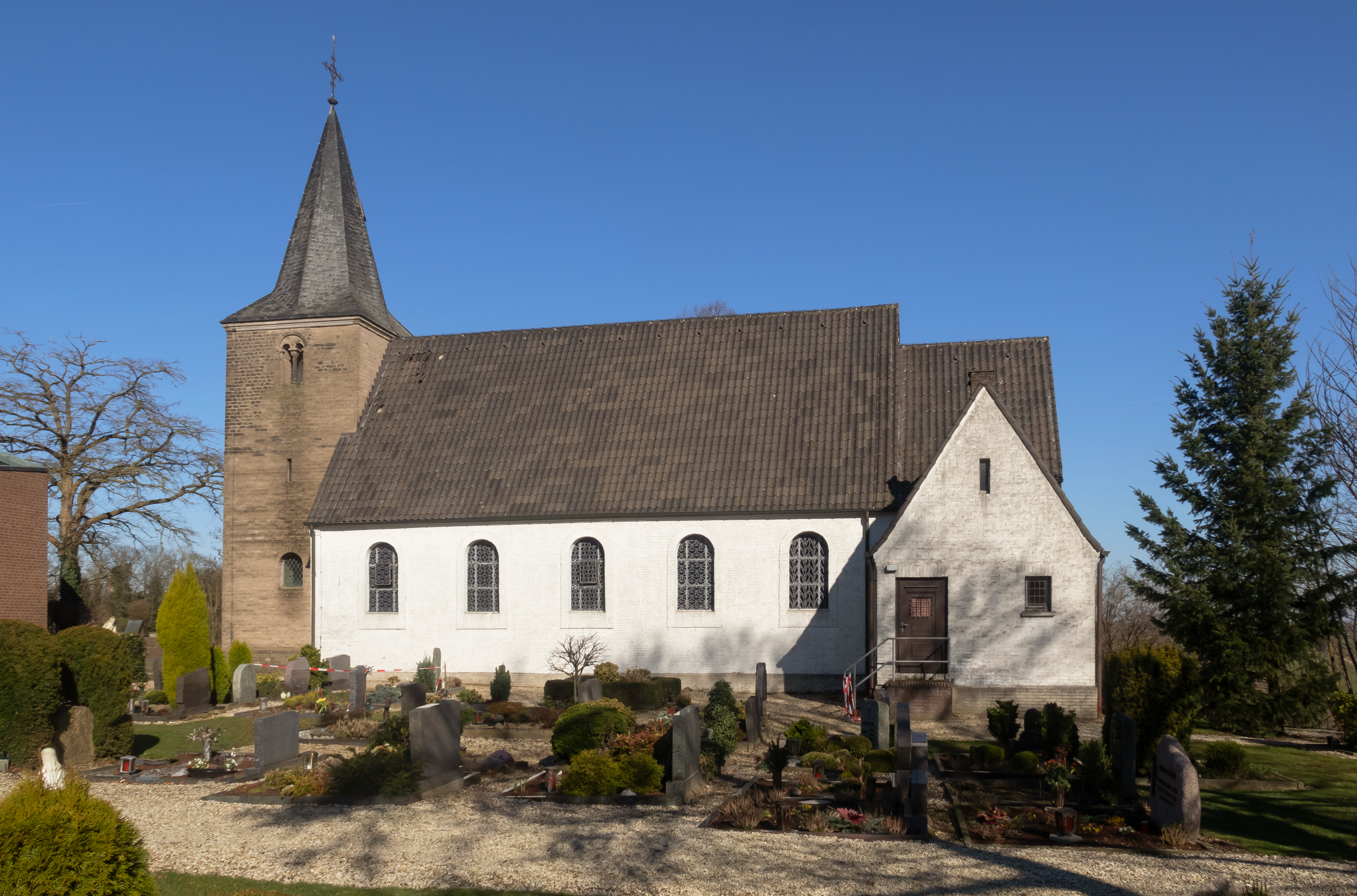
Wyler, Sankt Johannes Baptistkirche

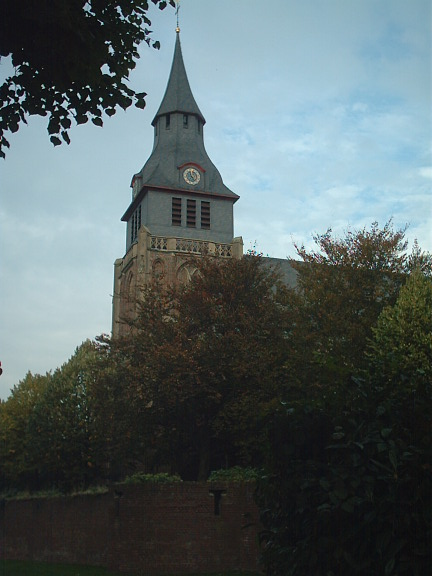
St. Peter und Paul, 15e eeuw

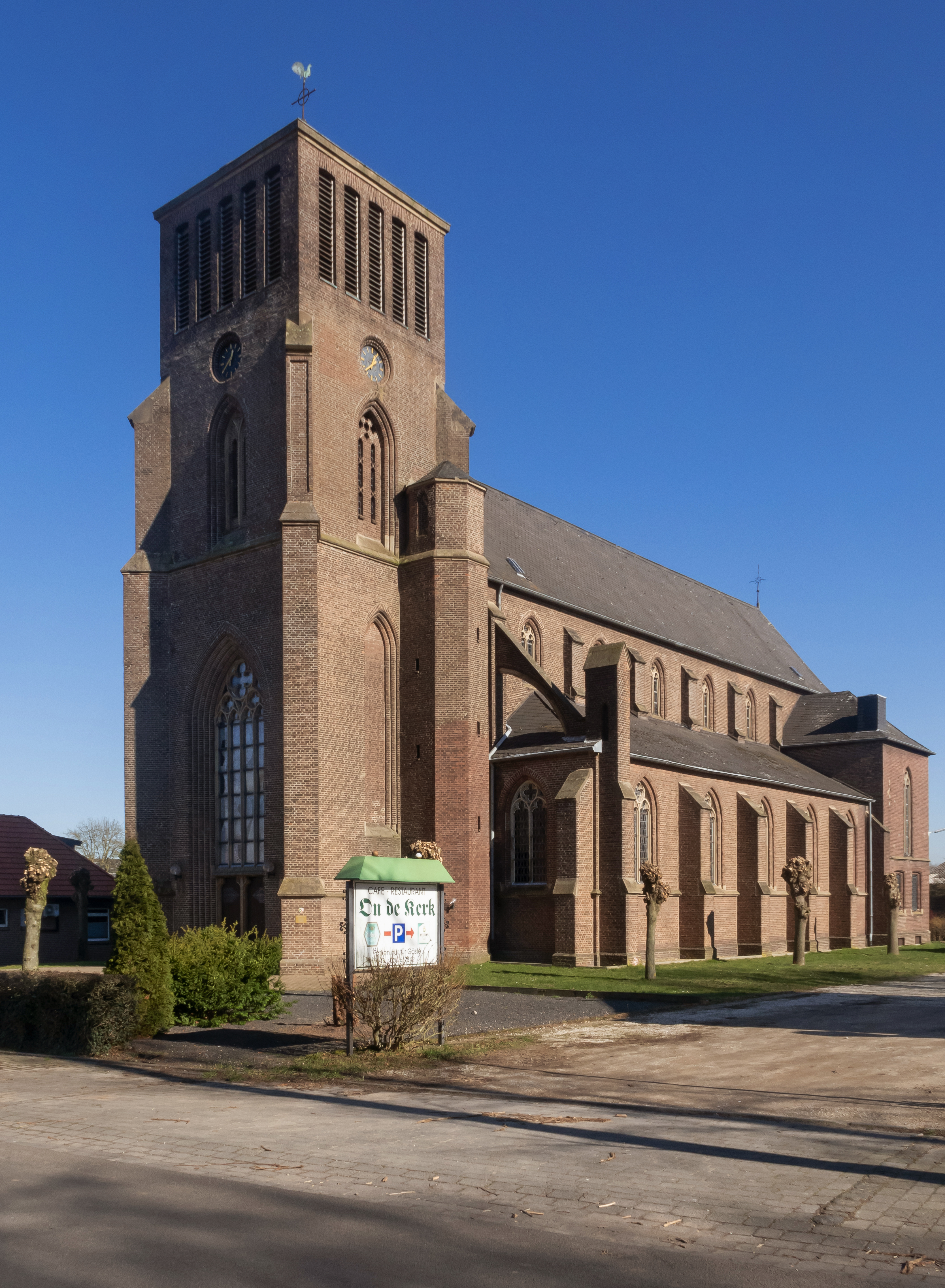
Frasselt, Katholieke kerk

Kranenburg is een gemeente gelegen in de regio Nederrijn aan de Nederlandse grens dicht bij Nijmegen. De gemeente behoort tot de Kreis Kleef en is onderdeel van de Euregio Rijn-Waal. Op 31 december 2020 telde de gemeente 10.981 inwoners op een oppervlakte van 76,92 km². Sinds de openstelling van de Europese binnengrenzen is Kranenburg als woonplaats in trek bij Nederlanders uit de grensregio.

## Geografie

### Oppervlak en inwonersaantal
Op 31 december 2020 telde de gemeente Kranenburg 10.981 inwoners op een oppervlakte van 76,92 km².
De bevolkingsgroei van Kranenburg heeft sinds 1992 een flinke toename laten zien door de toestroom van Nederlanders, voornamelijk afkomstig uit het nabijgelegen grensgebied. Deze vorm van migratie is mogelijk gemaakt door de vrije vestiging volgens de regels van de Europese Gemeenschap.

### Delen
De gemeente bestaat uit de volgende delen (inwonertallen per 01-01-2018 tussen haakjes):
- Frasselt (515)
- Grafwegen (78)
- Kranenburg (4.614)
- Mehr (542)
- Niel (222)
- Nütterden (3.008)
- Schottheide (663)
- Wyler (564)
- Zyfflich (505)

### Bevolkingsontwikkeling
| Jaar (01.01) | Inwoners |
| ------------ | -------- |
| 1950         | 5.620    |
| 1960         | 6.222    |
| 1970         | 7.840    |
| 1980         | 7.860    |
| 1990         | 7.984    |
| 2000         | 9.250    |

| Jaar (01.01) | Inwoners |
| ------------ | -------- |
| 2005         | 9.812    |
| 2010         | 10.128   |
| 2011         | 10.159   |
| 2012         | 10.208   |
| 2013         | 10.250   |
| 2014         | 10.306   |

| Jaar (01.01) | Inwoners |
| ------------ | -------- |
| 2015         | 10.433   |
| 2016         | 10.536   |
| 2017         | 10.757   |
| 2018         | 10.711   |

## Geschiedenis
Kranenburg werd in de 13e eeuw gesticht door de Graven van Kleef. De eerste historische bronnen vermelden een Burg Kranenburg uit 1270 en een kerk uit 1277. Sinds 1294 bezit de plaats stadsrechten.
Door de vondst van een wonderbaarlijk kruis kreeg de plaats in 1308 betekenis als bedevaartsoord. Nog jaarlijks vindt een kruisprocessie plaats als hoogtepunt van de bedevaart van Kranenburg. In 1370 kwam het gebied van Kranenburg, dat tussendoor aan de Heren van Horn verpacht was geweest, terug aan Kleef. In deze tijd bestond in het stadje een eerste vestingwal. Rond 1400 werd er een nieuwe burcht gevestigd met een stenen vestingmuur en twee poorten. Het aantal torens is niet bekend; wel weet men dat de meest zuidelijke toren als windmolen gebruikt werd.
In de eerste helft van de 15e eeuw beleefde de stad een economische bloeiperiode die tot uitdrukking kwam in de bouw van de grote laatgotische Petrus en Pauluskerk. In 1436 werd het Martinsstift vanuit Zyfflich naar Kranenburg verhuisd. In 1446/47 werd in de Kranenburger Molenstraat een Schwesternkonvent ingericht dat een bijvestiging was van het Klever Schwesternhauses vom Berg Sion. Door meerdere stadsbranden en overstromingen van de Rijn kwam de economische bloeitijd in de late Middeleeuwen ten einde. Door het uitsterven van het Jülich-Kleve-Bergischen Herzoghauses in 1609 viel de plaats samen met het Hertogdom Kleef aan de Keurvorst van Brandenburg.

### Gemeentelijke herindelingen
De gemeente ontstond in zijn huidige vorm op 1 juli 1969 bij de gemeentelijke herindeling van de deelstaat Noordrijn-Westfalen. De plaatsen Kranenburg, Wyler en Zyfflich van het Amt Kranenburg en de plaatsen Mehr en Niel van het Amt Rindern werden samengevoegd tot de gemeente Kranenburg.
In het kader van een tweede grote herindelingsronde werden op 1 januari 1975 de districten Kleef en Geldern samengevoegd met delen van de districten Moers en Rees tot het huidige district Kleef.

## Politiek

### Burgemeester en gemeenteraad[4]
De burgemeester van Kranenburg is Ferdi Böhmer (CDU).
Sinds de laatste gemeenteraadsverkiezingen op 13 september 2020 had de gemeenteraad de volgende zetelverdeling:
- CDU: 39,6% (11 zetels )
- SPD: 24,4% (7 zetels)
- Bündnis 90/Die Grünen: 17,8% (5 zetels)
- Wählergemeinschaft Bürgerdialog: 12,2% (3 zetels)
- FDP: 6,0% (2 zetels)

In april 2022 is een raadslid van het CDU overgestapt naar de SPD-fractie. CDU heeft nu 10 zetels en SPD heeft 8 zetels

## Verkeer en vervoer

### Wegen
De B9: die van de Nederlands grens bij Kranenburg verbindt met Lauterbourg aan de grens met Frankrijk. Het doorgaande verkeer (Kleef - Nijmegen) wordt sinds 2006 omgeleid over een rondweg. Doorgaand gemotoriseerd verkeer wordt sindsdien ontmoedigd om door het centrum te rijden.

### Spoorwegen
In 1991 werd de spoorlijn Nijmegen - Kleef opgeheven. In voormalig Station Kranenburg, waar deze lijn ook een halteplaats had, zijn later een restaurant en een informatiecentrum over de Gelderse Poort gevestigd.
Sinds 2008 kan men over het oude spoor vanuit Groesbeek naar Kranenburg en van Kranenburg naar Kleve met een fietsdraisine over het oude spoor rijden met 4 tot maximaal 14 personen, echter niet het hele traject van ruim 15 km in één keer.

### Bus
Met de bus is Kranenburg bereikbaar met NIAG-lijn SB58, die Emmerik en Nijmegen via Kleef verbindt, met NIAG-lijn 55 tussen Kleef en Kranenburg en met NIAG-lijn 59 tussen Kleef via Zyfflich en Wyler naar Kranenburg.

### Vliegverkeer
Het dichtstbijzijnde vliegveld is Airport Weeze.

## Museum en informatiecentrum natuurbescherming
- Museum Katharinenhof; kunst vanaf 1800 en hedendaagse kunst.
- NABU-Naturschutzstation; informatiecentrum natuurbescherming gevestigd in het voormalig station, met onder andere informatie over de wilde ganzen die in de omgeving van Kranenburg in groten getale overwinteren.

## Verenigingen
- Badmintonvereniging: Badminton-Club 1983 Kranenburg e.V.
- Hengelsportvereniging: Angelsportverein Kranenburg
- Jachthoornblazersgroep: Jagdhornbläsergruppe Kranenburg
- Jachtvereniging: Hegering Kranenburg
- Jongerenorganisatie: Christlichen Jugend Kranenburg / CJK-Ferienlager
- Jongerenorganisatie: Kath. Jugend Kranenburg[6]
- Koor: Grenzland-Frauenchor 1982 Kranenburg
- Koor: Kath. Kirchenchor Kranenburg[7]
- Muziekvereniging: Musikverein Kranenburg
- Paardenvereniging (thematiek: ridders): Kranenburger Turmreiter
- Postduifvereniging: Brieftaubenverein "Kehre Wieder 04904" Kranenburg[8]
- Schaakvereniging: Schachverein "Springer" Kranenburg
- Schutterij: Schützenverein Kranenburg Scheffenthum 1923/1928[9]
- Schutterijverbond: Grenzland-Komitee[9]
- Tafeltennisvereniging: Tischtennis-Club Kranenburg 1968 e.V.
- Tennisvereniging: Kranenburger Tennisclub "Rot-Gelb" e.V.
- Vechtsportvereniging: Kakunen Musho Karate-do-jo Kranenburg e.V.
- Voetbalvereniging: Sportverein TuS 07 e.V. Kranenburg[10]

## Aangrenzende gemeenten
| Aangrenzende gemeenten | Aangrenzende gemeenten | Aangrenzende gemeenten | Aangrenzende gemeenten | Aangrenzende gemeenten |
| ---------------------- | ---------------------- | ---------------------- | ---------------------- | ---------------------- |
| Berg en Dal (NL)       |                        |                        |                        |                        |
|                        |                        |                        |                        |                        |
|                        | Kleef                  |                        |                        |                        |
|                        |                        |                        |                        |                        |
| Gennep (NL)            |                        |                        |                        | Goch                   |

## Stedenbanden
Kranenburg heeft een stedenband met:
- Berg en Dal (Nederland) (voorheen met Groesbeek en Ubbergen)
- Körmend (Hongarije), sinds 1999

## Geboren in Kranenburg
- Alexander van Spaen
- Hans van der Grinten
- Franz Joseph van der Grinten
- Robert Nippoldt
- Thomas Quartier

## Afbeeldingen

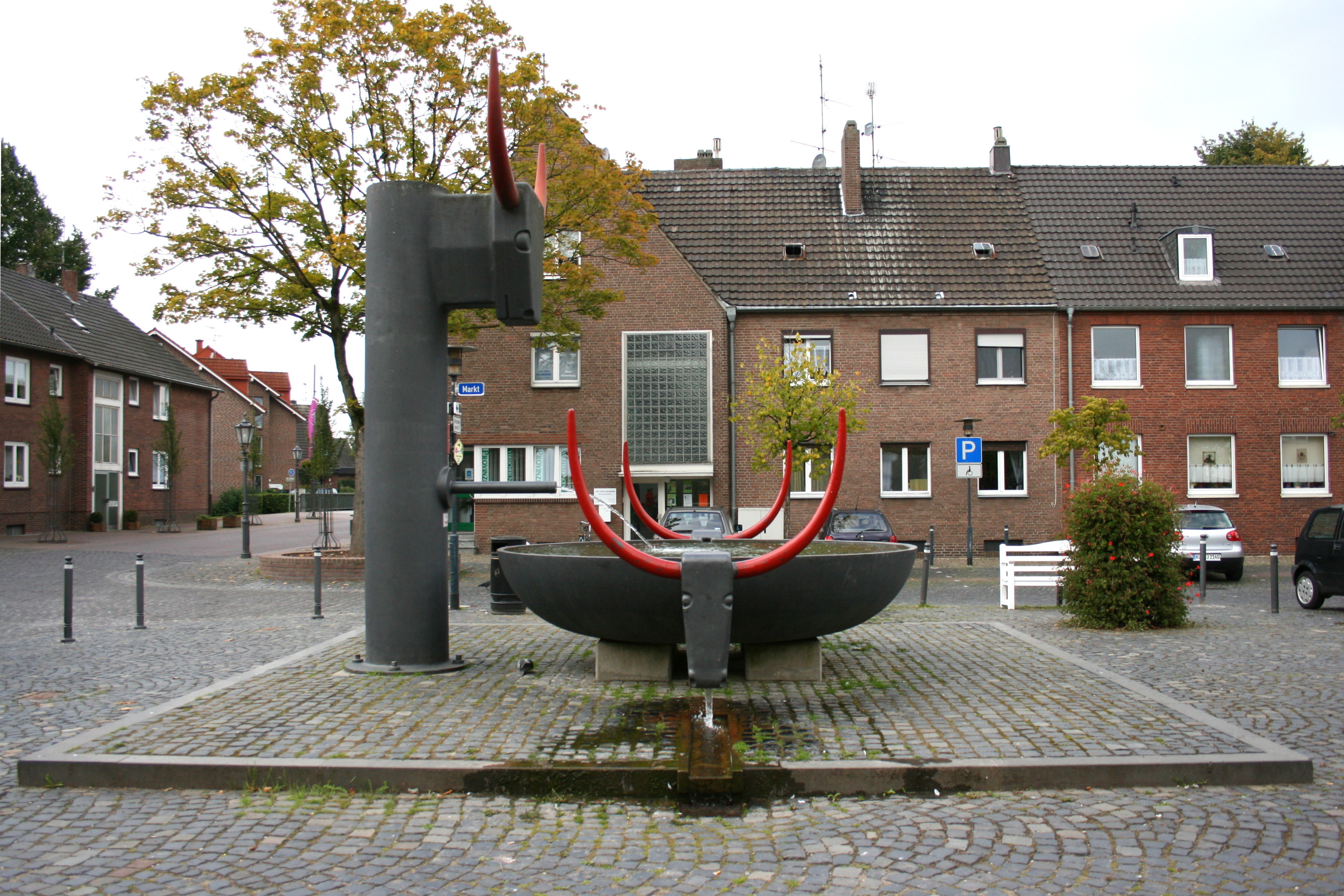
Markt
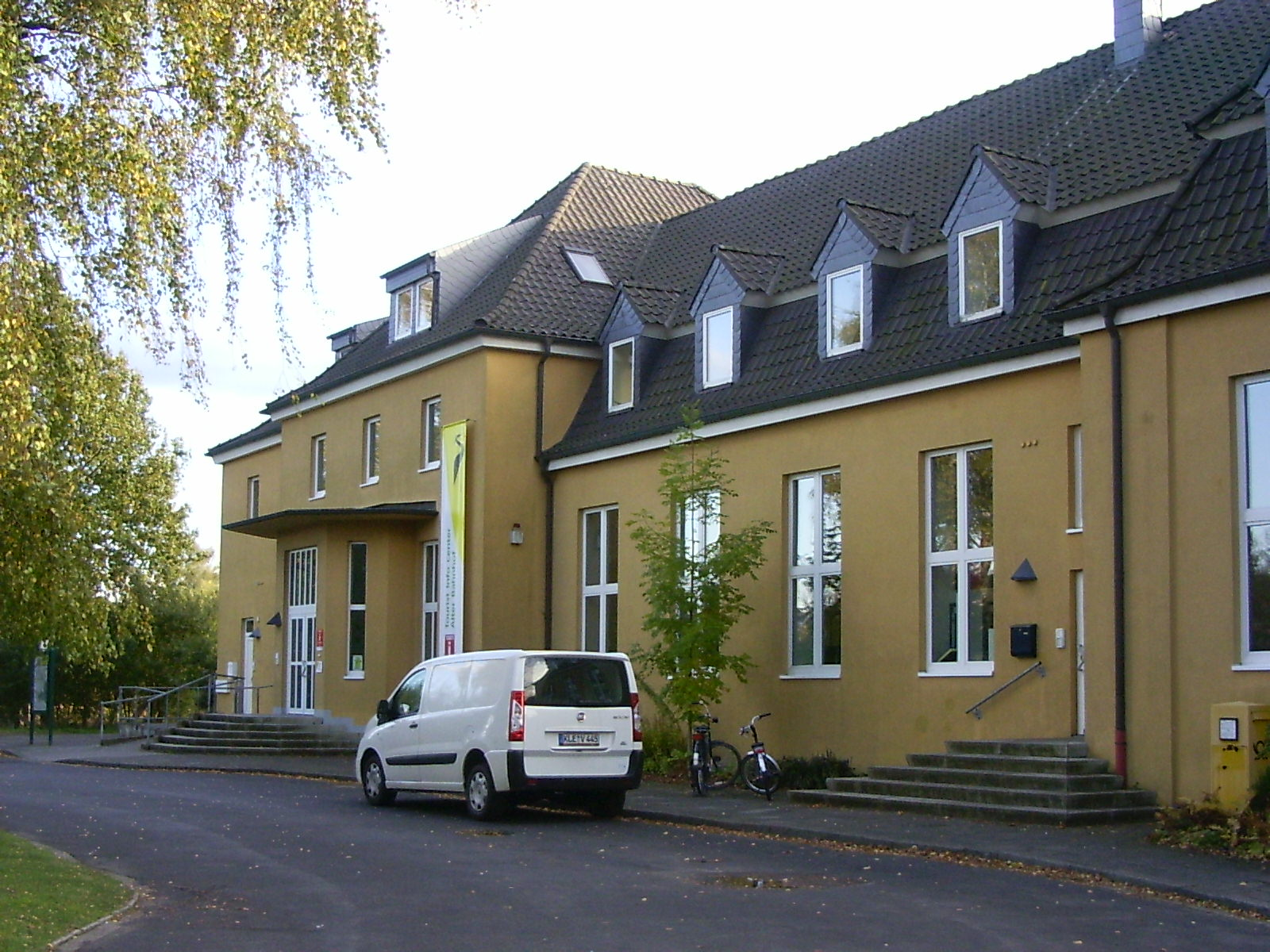
Station Kranenburg
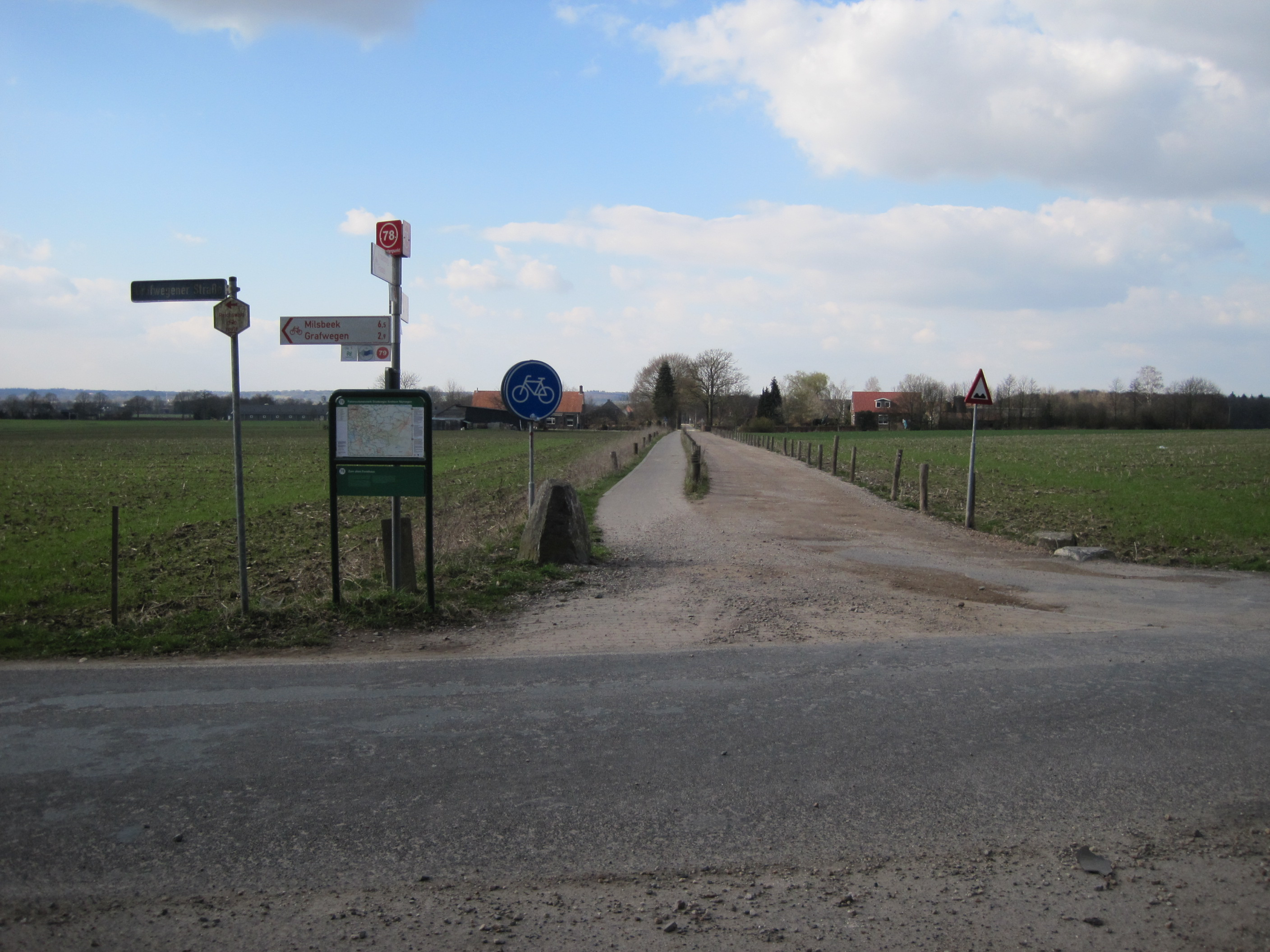
Grensovergang Ketelstraat, bij Groesbeek